# Denkmalschutzgesetz (Österreich)
Das Denkmalschutzgesetz (DMSG) aus dem Jahr 2000 regelt in Österreich die Angelegenheiten des Denkmalschutzes. 
Es ist ein Bundesgesetz, da der Denkmalschutz, anders als in Deutschland, Bundesangelegenheit ist. Das in seiner Urform von 1923 stammende Bundesgesetz betreffend den Schutz von Denkmalen wegen ihrer geschichtlichen, künstlerischen oder sonstigen kulturellen Bedeutung (Denkmalschutzgesetz – DMSG) soll Denkmalen Schutz vor Zerstörung oder Veränderung gewähren und die widerrechtliche Verbringung geschützter Kulturgüter ins Ausland verhindern.

## Übersicht
In seiner aktuellen Fassung regelt das Gesetz unter anderem auch die Angelegenheiten von Bundesdenkmalamt und Denkmalbeirat. Der Denkmalbeirat ist ein vom Bundesministerium für Unterricht, Kunst und Kultur dem  Bundesdenkmalamt beigestelltes beratendes Gremium. Das Gremium umfasst etwa 60 Mitglieder.
Das Bundesdenkmalamt (BDA) ist zuständig für die Erhaltung, Restaurierung und Katalogisierung von Bau- und Kunstdenkmalen, Ausgrabungsstätten und historischen Gärten. Es führt dabei das Österreichische Denkmalverzeichnis, gemäß § 1 (5) Denkmalschutzgesetz und auch eine elektronische Denkmaldatenbank. Im Dezember 2010 betrug die Zahl der unter Denkmalschutz stehenden unbeweglichen Objekte in Österreich ca. 36.500. Das Bundesdenkmalamt schätzt den Gesamtbestand schützenswerter unbeweglicher (nicht archäologischer) Objekte auf ungefähr 60.000. Die Liste der unter Denkmalschutz stehenden unbeweglichen Denkmale (Denkmalliste) wurde ab 2010 in einer Neuaufnahme offengelegt.
Soweit es sich bei Denkmalen um Archivalien handelt, ist an Stelle des Bundesdenkmalamtes das Österreichische Staatsarchiv zuständig.

## Geschichtliche Entwicklung
1850 unterschrieb Kaiser Franz Joseph I. das Dekret für die Einrichtung der K.k. Central-Commission zur Erforschung und Erhaltung der Baudenkmale (dem Vorläufer des heutigen Bundesdenkmalamtes). 1853 nahm die Kommission ihre Arbeit auf, 1873 wurden ihre Kompetenzen wesentlich erweitert, ab diesem Jahr verfügte die Institution auch über ein eigenes Budget. 1911 wurde unter dem Protektorat des Thronfolgers Franz Ferdinand ein Staatsdenkmalamt errichtet. Bis zum Ende der Donaumonarchie kam es zu 72 Gesetzesentwürfen (einer stammte vom bekannten Kunsthistoriker Alois Riegl): Aufgrund des Widerstandes von Kirche und Adel gelang es aber nicht, ein Denkmalschutzgesetz zu beschließen. Am 1. Dezember 1918, kurz nach dem Ende des Ersten Weltkriegs trat in Österreich ein Ausfuhrverbot für Kunstgegenstände in Kraft, 
das einen extremen Ausverkauf an Kulturgütern im hungernden Land vermeiden sollte. Es war der Vorläufer des heute noch bestehenden Denkmalschutzgesetzes von 1923. Mit diesen beiden Rechtsnormen wurde aus der beratenden Kommission eine Behörde.
Im BGBl. Nr. 533/1923 wurde die Stammfassung des Denkmalschutzgesetzes veröffentlicht.
Eine Novellierung erfolgte 1959 bezüglich der Durchsetzung des Denkmalschutzes. 1965 erfolgte durch eine Feststellung des Verfassungsgerichtshofes eine Definition des Denkmalsbegriffs. Im Jahr 1978 gab es eine erste umfassende Novellierung des Denkmalrechts, 
eine weitere 1990. Im Jahr 1995 wurden Regelungen durch Umgebungsschutzes durch den Verfassungsgerichtshof wegen Unzuständigkeit des Bundes aufgehoben.

### Wesentliche Neuerungen der Novellierung von 2000

Das Signet lt. DMSG

Die mit 1. Januar 2000 in Kraft getretene Novelle integrierte unter anderem das Ausfuhrverbotsgesetz. Nach der Novelle endet die vorläufige Unterschutzstellung kraft gesetzlicher Vermutung bei öffentlichen Gebäuden mit 31. Dezember 2009 (Novellierung von § 2). Der neue § 31 Abs. 1 macht zudem explizit klar, dass eine Erhaltungs- bzw. Instandsetzungspflicht für Denkmäler nicht vorgesehen ist (Österreich hat bis heute die 1985 beschlossene internationale Konvention von Granada des Europarats nicht ratifiziert und kennt deswegen keinen „aktiven Denkmalschutz“, d. h. eine unbedingte Erhaltungspflicht).

### Lage des Denkmalwesens
Das Bundesdenkmalamt, eine selbständige, allerdings dem Bundesministerium für Unterricht, Kunst und Kultur weisungsgebundene Behörde, ist nach dieser Neufassung von 2000 nicht mehr Anwalt des Denkmalerhalts. Dem Denkmalbeirat kommt nur beratende und sachverständige Funktion zu.
Trotz der großen Zahl denkmalgeschützter Objekte in Österreich gilt der Denkmalschutz in Österreich traditionell als gesetzlich nicht allzu stark und bedarf häufig der Unterstützung durch Medien und Bürgerinitiativen. Sowohl die dem Bundesdenkmalamt zur Verfügung stehenden positiven Anreize (Förderungen) wie seine Möglichkeit, Sanktionen (Strafen) auszusprechen, wurden in den letzten Jahren eher reduziert als erweitert. Insgesamt liegt dem eine deregulierende Tendenz zugrunde. Das Bundesdenkmalamt schätzt den Gesamtbestand schützenswerter Objekte auf ungefähr 60.000, von denen 2008 über 16.000 als Baudenkmäler ausgewiesen waren.
Der Denkmalbegriff wird in Österreich aufgrund der Versteinerungstheorie vom Verfassungsgerichtshof in jenem (engen) Sinn interpretiert, der zum Zeitpunkt des Inkrafttretens der Kompetenzartikel der österreichischen Bundesverfassung (1. Oktober 1925) gesetzlich gegeben war. Daraus ergeben sich gewisse Probleme mit neueren, erweiterten Konzepten des Denkmalschutzes wie dem Ensembleschutz oder dem Schutz der Gartendenkmale. (Naturschutz ist in Österreich Sache des Landes).
Mit der Novelle 2000 wurden zwar auch 56 ausgewählte Gärten und Parks in Österreich angeführt (Anhang 2 zum Denkmalschutzgesetz DMSG), bei denen nun vor Veränderungen an baulichen und pflanzlichen Elementen die Zustimmung des Bundesdenkmalamtes  eingeholt werden muss. Österreich war damit das letzte Land in Europa, das schützenswerte Gartenanlagen in sein Denkmalschutzgesetz aufnahm. Die Unterschutzstellung ist allerdings an die Zustimmung der jeweiligen Garteneigentümer gebunden, die bisher nur in etwa der Hälfte der Fälle vorliegt (Stand: 2006).
Die Möglichkeit ministerieller Entscheidungen gegen den expliziten Willen des Bundesdenkmalamts wie in den Wiener Beispielsfällen des Abrisses der barocken Reitschule beim Palais Erzherzog Rainer (1958), der Florianikirche (1965), bei der von Otto Wagner gestalteten Stadtbahnstation Meidling (1968) oder beim jüngst fertiggestellten Umbau der Albertina belegen allerdings schon seit Jahrzehnten die relative Schwäche der Instrumentarien des österreichischen Denkmalschutzes.
| Art des Objektes 1)        | AT            | BGL       | KTN         | NOE          | OOE         | SBG         | STM         | TIR         | VBG       | WIE         |
| -------------------------- | ------------- | --------- | ----------- | ------------ | ----------- | ----------- | ----------- | ----------- | --------- | ----------- |
| Alle Objekte 1)            | 38.146 17.443 | 2.075 991 | 2.848 1.316 | 10.557 4.227 | 5.842 3.228 | 2.193 1.323 | 4.927 1.800 | 4.825 2.004 | 1.605 922 | 3.274 1.632 |
| Archäologie 2)             | 918           | 58        | 79          | 298          | 137         | 30          | 255         | 40          | 15        | 6           |
| Garten- und Parkanlagen 3) | 29            | 1         | 2           | 6            | 2           | 2           | 2           | 3           | 2         | 9           |
| Profanbauten 4)            | 23.306        | 1.323     | 1.346       | 6.438        | 3.948       | 1.501       | 2.675       | 2.455       | 1.002     | 2.618       |
| Sakralbauten 5)            | 11.889        | 661       | 1.287       | 3.214        | 1.475       | 576         | 1.692       | 2.074       | 514       | 396         |
| Technische Denkmale 6)     | 2.004         | 32        | 134         | 601          | 280         | 84          | 303         | 253         | 72        | 245         |

Quelle: Bundesdenkmalamt (Denkmaldatenbank)/Statistik Austria, Stand: 11/2012